# Passionsblumengewächse
Die Passionsblumengewächse (Passifloraceae) sind eine Pflanzenfamilie innerhalb der Ordnung der Malpighienartigen (Malpighiales). Zur Familie der Passionsblumengewächse (Passifloraceae) gehören seit 2009 auch die Gattungen der ehemaligen Familien der Malesherbiaceae und Turneraceae. Die Familie Passifloraceae s. l. ist weltweit in den Tropen und Subtropen verbreitet, mit Schwerpunkten in Afrika und der Neotropis, wenige Arten kommen in den gemäßigten Gebieten vor.

## Beschreibung

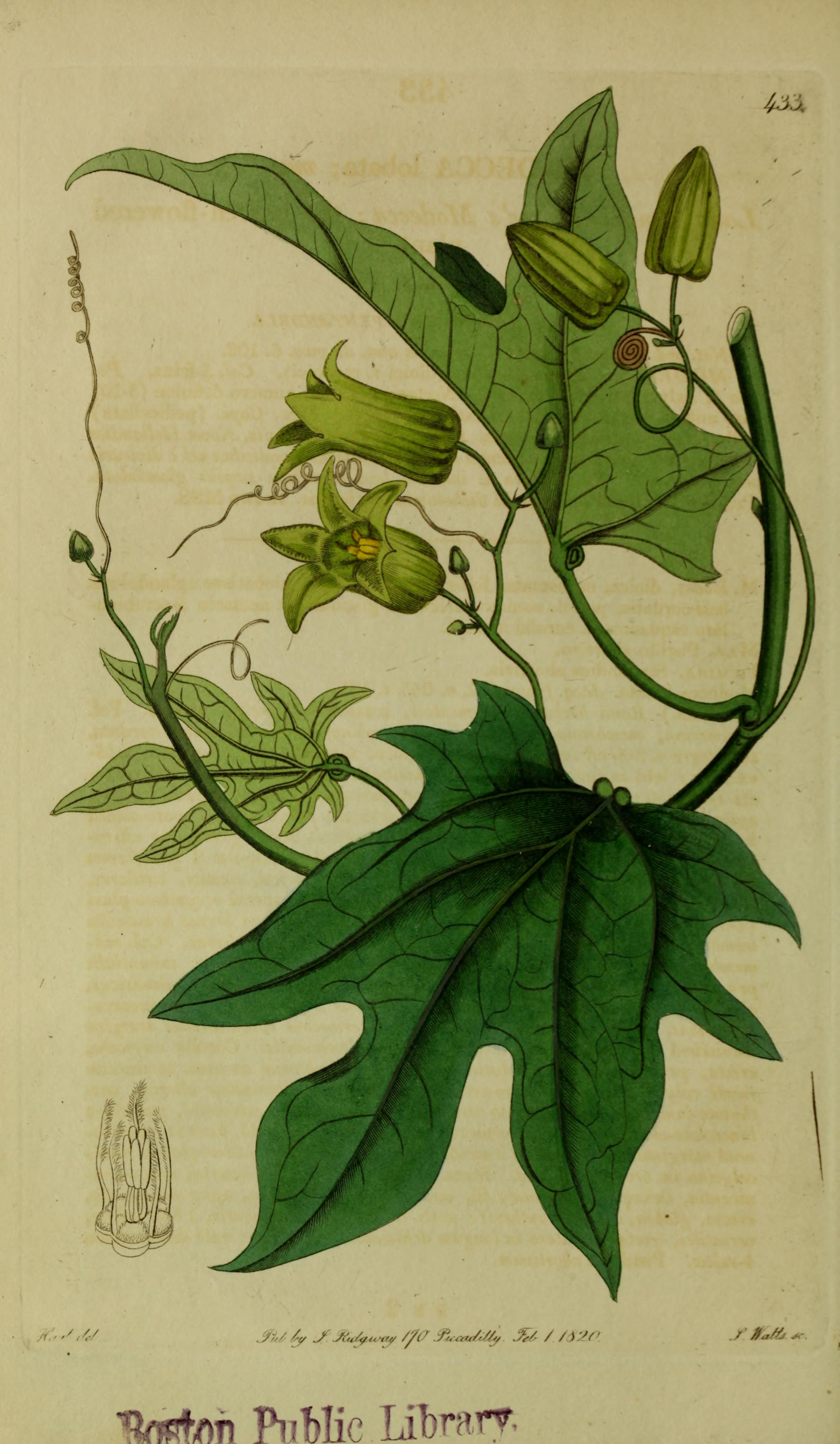
Illustration von Adenia lobata

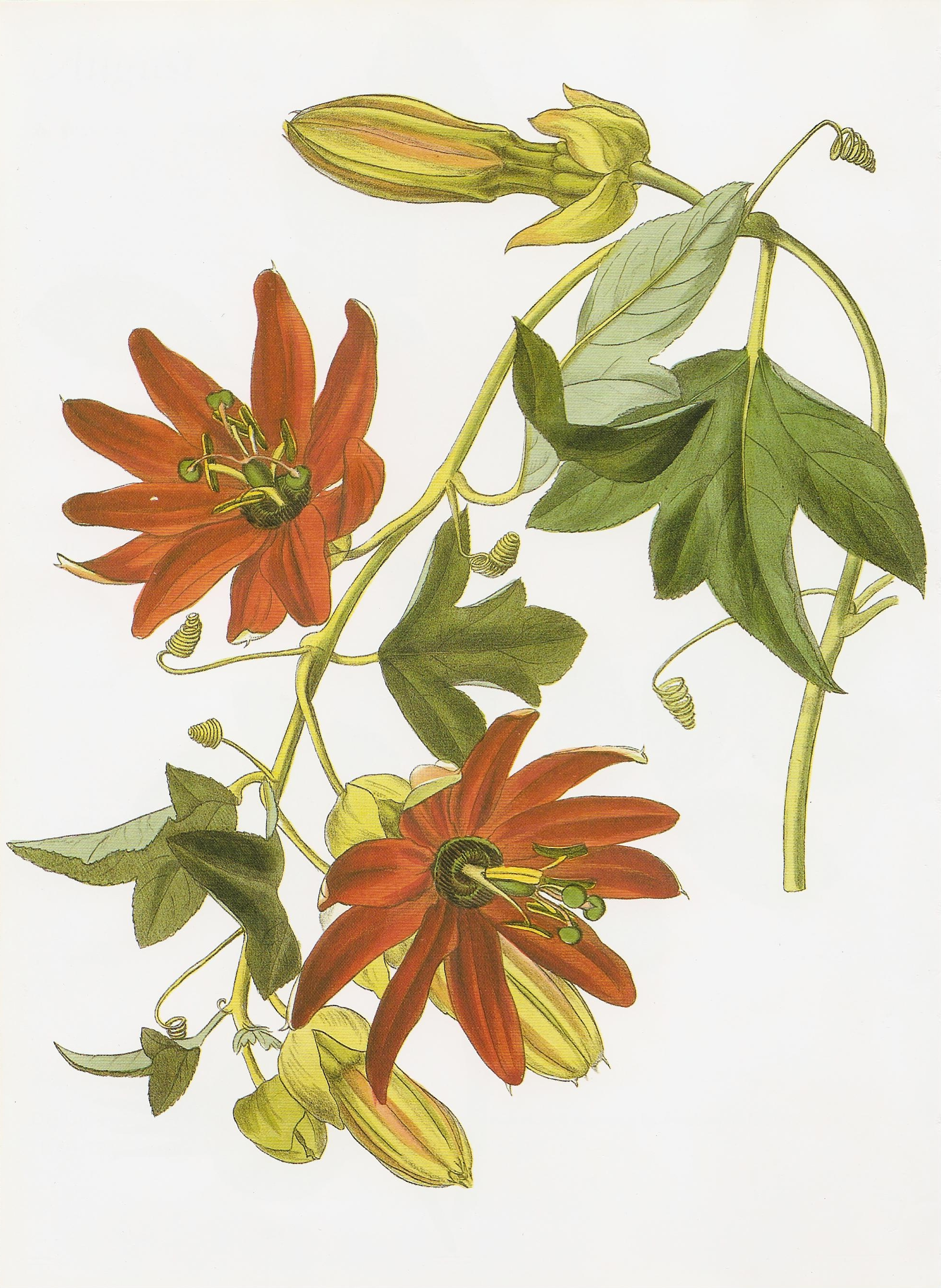
Illustration von Passiflora manicata

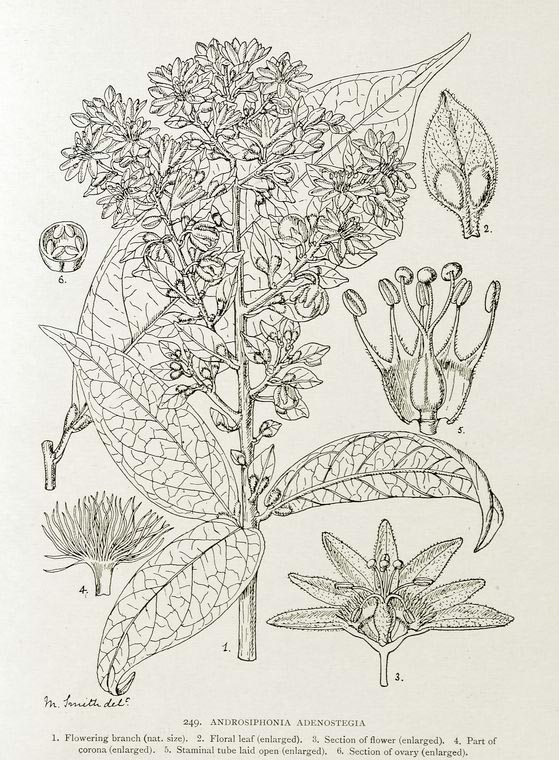
Illustration aus The Botanical register consisting of coloured figures, 1815 von Androsiphonia adenostegia

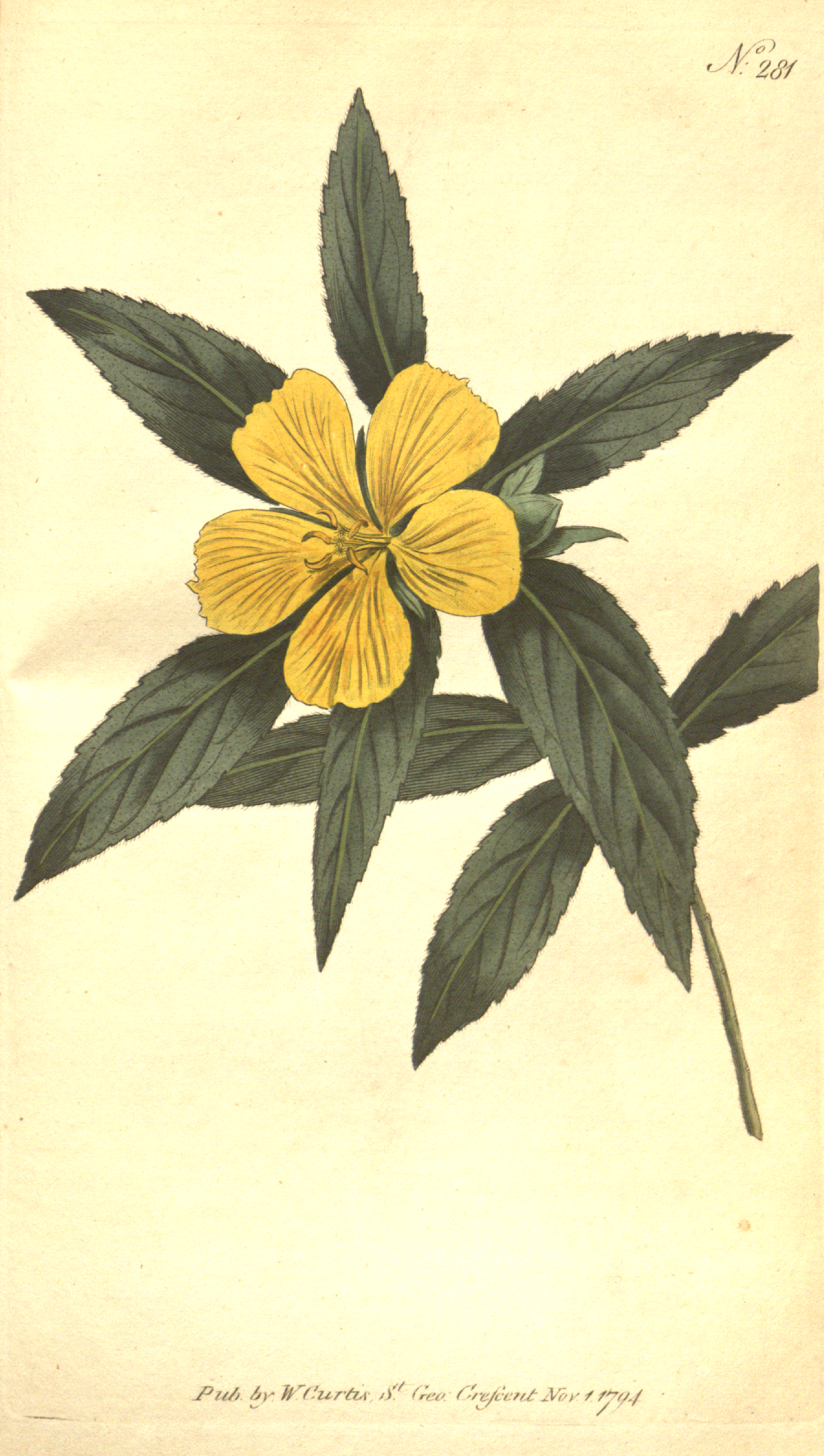
Illustration aus The Botanical Magazine, Volume 8, 1794; Tafel 281 von Turnera ulmifolia

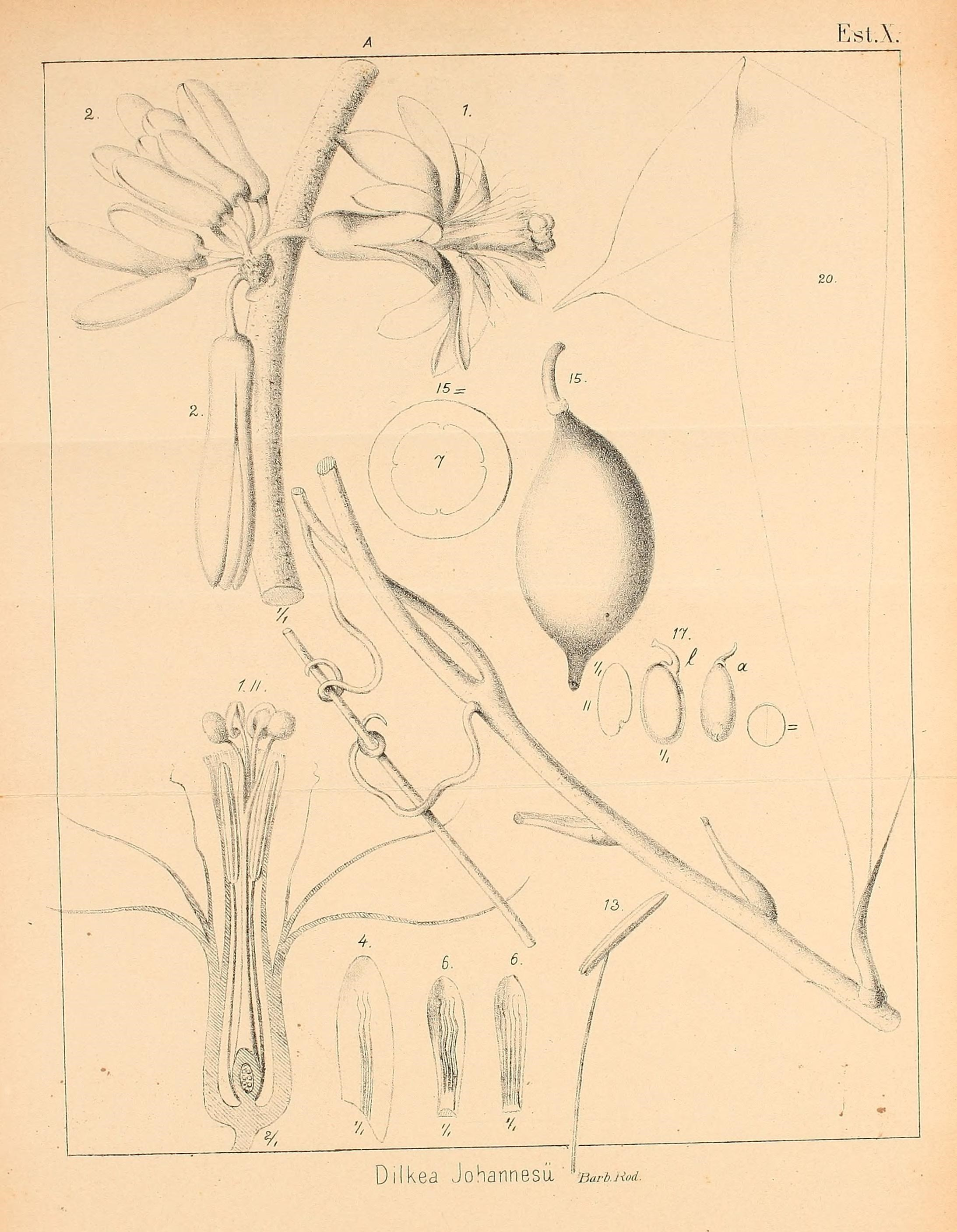
Illustration von Dilkea retusa

Nach molekulargenetischen Daten wurde der Umfang der Familie Passifloraceae erweitert. Morphologisch unterscheiden sich die Unterfamilien stark, ihre Merkmale siehe dort Malesherbioideae, Passifloroideae, Turneroideae.

### Vegetative Merkmale
Die Arten der Familie Passifloraceae s. l. können krautige oder verholzende Pflanzen sein. Die Pflanzenteile vieler Arten riechen unangenehm. Bei vielen Arten sind Kolleteren (drüsige Emergenzen) und extraflorale Nektarien vorhanden.
Die wechselständig und spiralig angeordneten Laubblätter sind oft in Blattstiel und Blattspreite gegliedert. Oft sind auf den Laubblättern Drüsen vorhanden. Die Spaltöffnungen (Stomata) sind paracytisch.

### Generative Merkmale
Die zwittrigen Blüten sind radiärsymmetrisch mit doppelter Blütenhülle. Kelch- und Kronblätter sind zu einer Röhre verwachsen. Die Narben sind trocken.
Der Samenmantel ist gefurcht. Das haltbare Endosperm ist ölhaltig.
Die Chromosomengrundzahl beträgt x = meist 7, selten 5.

## Nutzung
Von einigen Arten der Unterfamilie Passifloroideae werden die Beeren gegessen oder Saft daraus gewonnen (Passionsfrucht/Maracuja, Grenadille, Barbadine, Curuba).

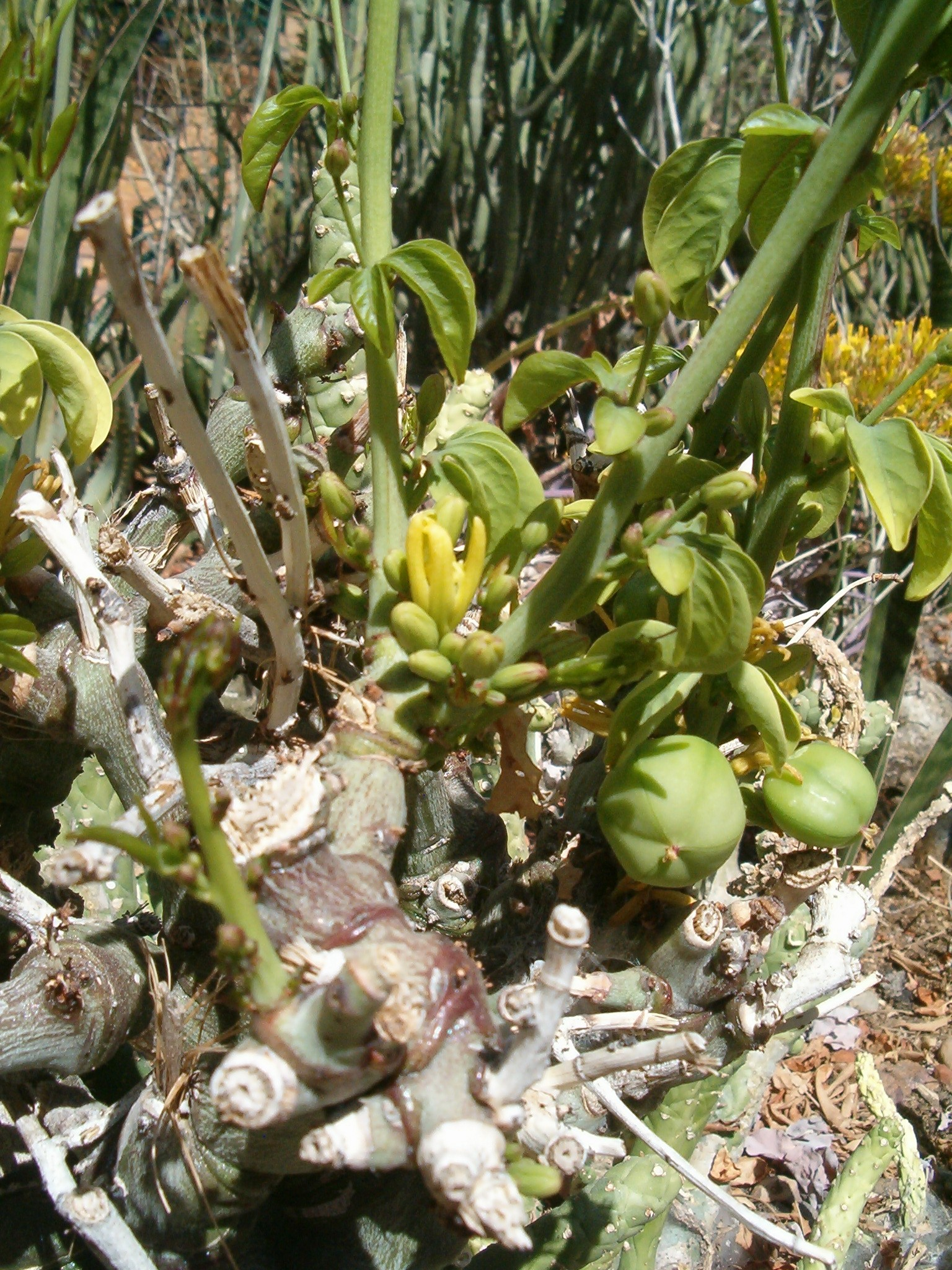
Unterfamilie Passifloroideae: Adenia glauca

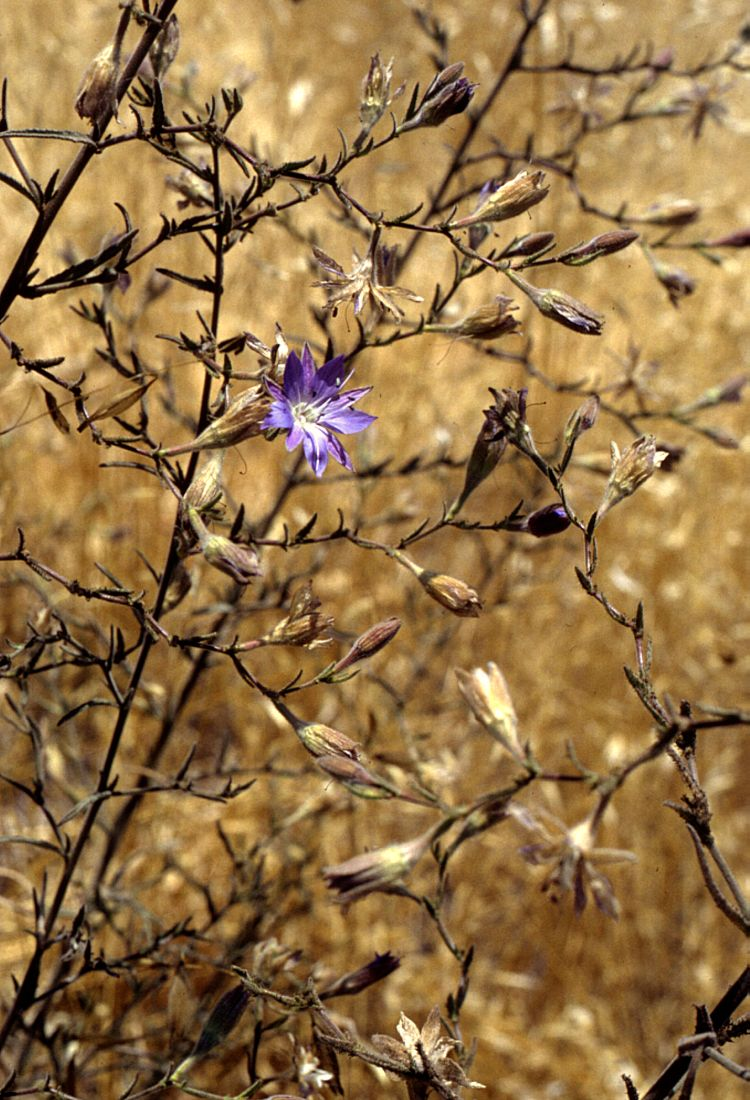
Unterfamilie Malesherbioideae: Malesherbia linearifolia

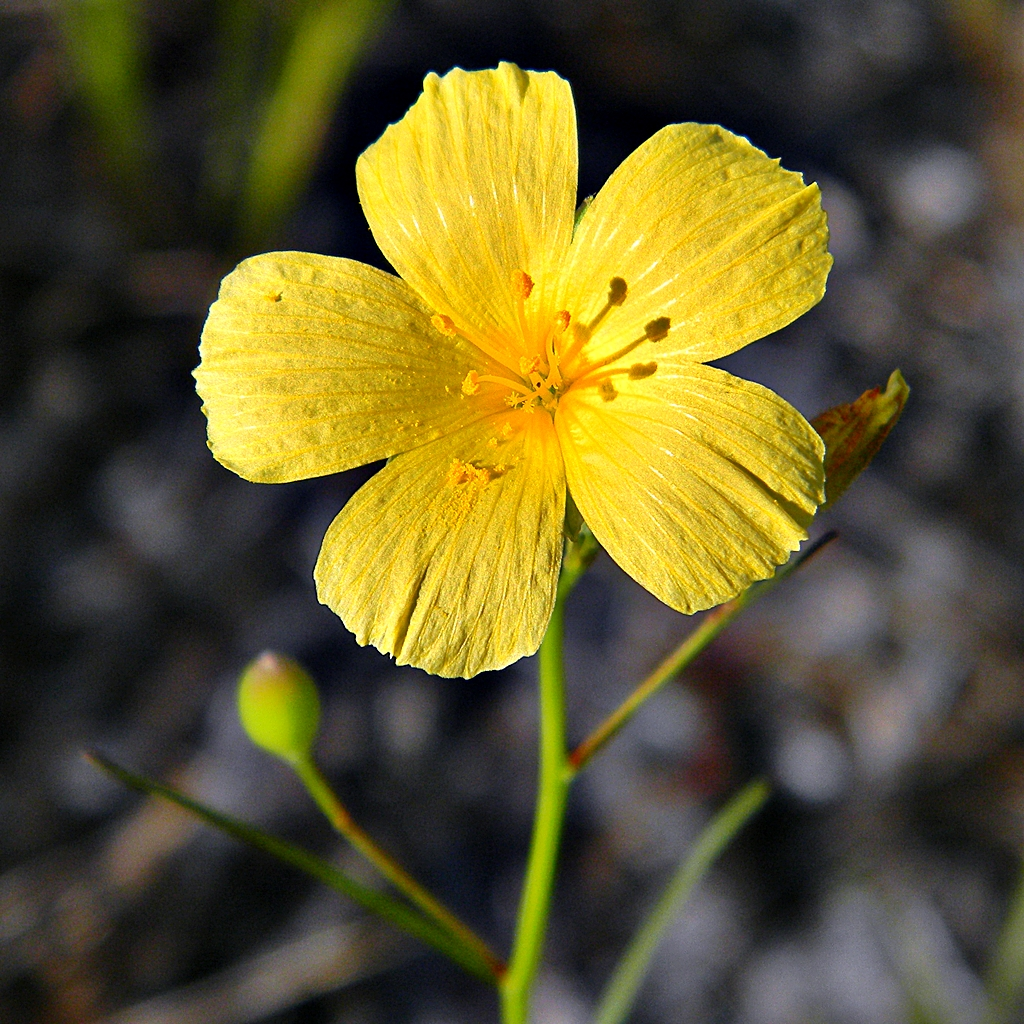
Unterfamilie Turneroideae: Piriqueta caroliniana

## Systematik
Die Familie Passifloraceae wurde unter dem Namen „Passifloreae“ 1806 von Antoine Laurent de Jussieu in Henri François Anne de Roussel: Flore du Calvados, 2. Auflage, 2, Seite 334 erstveröffentlicht und der Name Passifloraceae von Antoine Laurent de Jussieu in Karl Sigismund Kunth: Nova genera et species plantarum quas in peregrinatione ad plagam aequinoctialem orbis novi collegerunt Bonpland et Humboldt erst 1817. Typusgattung ist Passiflora L.
Die Verwandtschaft der Familien Malesherbiaceae, Turneraceae und Passifloraceae s. str. wurden kontrovers diskutiert. Bei APG III erfolgte 2009 die Eingliederung der Gattungen der ehemaligen Familien der Malesherbiaceae und Turneraceae in die Familie der Passifloraceae s. l. Auch in Veröffentlichungen im Jahr 2009 und danach blieben in konservativen Werken, diese drei Familien getrennt. Der Umfang Familie Passifloraceae s. l. mit den Arten der ehemaligen Familien Malesherbiaceae sowie Turneraceae und die Stellung innerhalb der Ordnung der Malpighiales wurde 2016 durch die Angiosperm Phylogeny Group in APG IV bestätigt.
Synonyme für Passifloraceae Juss. ex Roussel nom. cons. sind seit 2009: Malesherbiaceae D.Don, Modeccaceae Horan., Paropsiaceae Dumort., Piriquetaceae Martynov, Smeathmanniaceae Perleb, Turneraceae Kunth ex DC.
Die Familie Passifloraceae s. l. ist seit 2009 in drei Unterfamilien mit insgesamt etwa 27 Gattungen gegliedert:
- Unterfamilie Malesherbioideae Burnett (Syn.: Malesherbiaceae D.Don): Sie enthält nur eine Gattung (siehe Hauptartikel):[1]
  - Malesherbia Ruiz & Pav. (Syn.: Gynopleura Cav.): Die 24 bis 27 Arten sind in Südamerika nur in den Anden verbreitet.

- Unterfamilie Passifloroideae Burnett: Sie ist in zwei Tribus gegliedert und enthält insgesamt 16 Gattungen mit etwa 705 Arten (siehe Hauptartikel).[6][7][1]

- Unterfamilie Turneroideae Eaton (Syn.: Piriquetaceae Martynov, Turneraceae DC.): Sie enthält etwa zehn Gattungen mit über 200 Arten. Die meisten Arten kommen in der Neuen Welt vor, aber die größte Vielfalt an Gattungen gibt es in der Alten Welt (siehe Hauptartikel).[8][1]

## Weiterführende Literatur
- Robert Hegnauer: Chemotaxonomie der Pflanzen – Eine Übersicht über die Verbreitung und die systematische Bedeutung der Pflanzenstoffe, Basel 1969, ISBN 978-3-0348-9391-6. doi:10.1007/978-3-0348-7985-9 Passifloraceae s. str. auf S. 293–298 und Malesherbiaceae auf S. 22–23.